# Archidiecezja izmirska
Archidiecezja izmirska (łac.: Archidioecesis Smyrnensis) – jedyna katolicka archidiecezja w Turcji, obejmująca swoim zasięgiem zachodnią część kraju. Siedziba arcybiskupa znajduje się w katedrze św. Jana w Izmirze.

## Historia
Archidiecezja izmirska została erygowana 18 marca 1818 r. przez papieża Piusa VII jako arcybiskupstwo bezpośrednio podległe do Stolicy Apostolskiej.

## Biskupi
- 1838–1862: abp Antonio Mussabini
- 1862–1878: abp Vincent Spaccapietra, CM
- 1879–1904: abp Andrea Policarpo Timoni
- 1904–1909: abp Domenico Raffaele Francesco Marengo, OP
- 1909–1920: abp Giuseppe Antonio Zucchetti, OFM Cap
- 1921–1929: abp Giovanni Battista Federico Vallega
- 1929–1937: abp Eduardo Tonna
- 1937–1965: abp Joseph Emmanuel Descuffi, CM
- 1965–1966: abp Alfred Cuthbert Gumbinger, OFM Cap
- 1967–1978: abp Giovanni Enrico Boccella, TOR
- 1978–1983: abp Domenico Caloyera, OP
- 1983–2004: abp Giuseppe Germano Bernardini, OFM Cap
- 2004–2015: abp Ruggero Franceschini, OFM Cap
- 2015–2020: abp Lorenzo Piretto, OP
- od 2021: abp Martin Kmetec O.F.M. Conv.